# John Yudkin
John Yudkin, membre de la Royal Society of Chemistry (8 août 1910 - 12 juillet 1995), est un physiologiste et nutritionniste britannique. Il est le professeur fondateur du département de nutrition du Queen Elizabeth College de Londres.
John Yudkin écrit plusieurs livres recommandant des régimes à faible teneur en glucides pour perdre du poids, dont This Slimming Business (1958). Il a acquis une réputation internationale pour son livre Pure, White and Deadly (1972), qui mettait en garde contre le fait que la consommation de sucre (saccharose, qui se compose de fructose et de glucose) est dangereuse pour la santé, un argument qu'il avait avancé depuis au moins 1957,. Plus précisément, il écrivait que la consommation de sucre est un facteur de développement de pathologies telles que la carie dentaire, l'obésité, le diabète et l'attaque cardiaque. 
L'incapacité de John Yudkin à intégrer les facteurs de confusion possibles dans ses modèles cas-témoins fait l'objet de vives critiques à l'époque ; outre les autres facteurs de risque connus non mesurés qui pourraient affecter les maladies cardiovasculaires (MCV), des données sont apparues peu après, suggérant que la consommation de sucre était associée au tabagisme, un facteur de risque important pour les MCV. L'incapacité de Yudkin à prendre en compte les facteurs de confusion lui a valu des mots durs de la part de Ancel Keys à l'époque. À partir de la fin des années 2000, on assiste à un regain d'intérêt pour ses travaux, à la suite d'une vidéo YouTube de 2009 sur le sucre et le sirop de maïs à haute teneur en fructose par l'endocrinologue pédiatrique Robert Lustig, et en raison de l'inquiétude croissante concernant une Épidémiologie de l'obésité et le syndrome métabolique,,. Pure, White and Deadly est réédité en 2012, avec une préface de Lustig.

## Enfance et éducation
John Yudkin grandit dans l'East End de Londres au sein d'une famille Juif orthodoxe qui avait fui les pogroms russes de 1905. À la mort de son père, John Yudkin, âgé de six ans, et ses quatre frères sont élevés par leur mère dans une grande pauvreté. Il obtient des bourses d'études à Hackney Downs School (anciennement Grocers' Company's School), et une autre de là à Chelsea Polytechnic. Après avoir obtenu son BSc en 1929, il a brièvement envisagé une carrière dans l'enseignement[réf. nécessaire], mais a ensuite découvert qu'il pouvait passer un examen pour obtenir une bourse à l'Université de Cambridge. Il s'inscrit au Christ's College  en tant que boursier, et obtient son diplôme de biochimie à l'âge de 20 ans, en 1931.
Il travaille pour son doctorat au département de biochimie de Cambridge sous la supervision de Marjory Stephenson, une pionnière de la recherche sur le métabolisme bactérien, qui a financé ses travaux. Sa thèse de doctorat portait sur les "enzymes adaptatives" (appelées par la suite "synthèse enzymatique induite"). Son exposé du phénomène a inspiré les recherches de Jacques Monod, qui a ensuite élaboré un mécanisme détaillé pour l'induction des enzymes dans les bactéries et reçoit le prix Nobel pour ses travaux.
En 1933, John Yudkin épouse Milly Himmelweit, qui vient de quitter Berlin pour échapper à la dégradation de la situation politique. Le mariage a duré jusqu'à sa mort en mars 1995. Ils ont eu trois fils, Michael (né en 1938), Jonathan (1944-2012) et Jeremy (né en 1948).
Tout en poursuivant ses recherches doctorales, John Yudkin reprend des études de médecine en 1934 et commence à enseigner la physiologie et la biochimie aux étudiants en médecine. d'abord au Christ's College, puis également dans d'autres collèges de Cambridge. Il commence des études cliniques à The London Hospital en 1935, tout en continuant à enseigner à Cambridge un jour de semaine et le week-end.

## Carrière
| - Fellow de la Société royale de chimie (1938) - Fellow of the Royal College of Physicians (1946) - FIBiol (1958) - Fellow of the Royal College of Physicians (1975) - Fellow du King's College, Londres (1971) - Fellow honoraire de l'Université hébraïque, Jérusalem (1993) |

John Yudkin termine ses études de médecine en 1938 et est nommé directeur des études médicales au Christ's College. La même année, il commence ses recherches au MRC Mitochondrial Biology Unit de Cambridge, travaillant principalement sur les effets des vitamines alimentaires.
Ses études sur l'état nutritionnel des écoliers de Cambridge ont montré que la supplémentation du régime alimentaire en vitamines avait peu d'effet sur leur santé générale. Les études ont également montré, de façon fortuite, que les enfants d'un quartier pauvre de Cambridge étaient plus petits et plus légers, avaient un taux d'hémoglobine plus faible et une préhension plus faible que ceux d'un quartier plus riche. De plus, les enfants de trois villes industrielles d'Écosse étaient, en moyenne, inférieurs dans les quatre mêmes mesures à l'enfant moyen de Cambridge, et les enfants des familles pauvres des villes écossaises étaient inférieurs dans ces mesures à ceux des familles plus riches.
Ces résultats ont probablement contribué à persuader John Yudkin que la nutrition n'était pas seulement une science biologique mais qu'elle avait aussi d'importantes composantes et implications sociales et économiques. En 1942, il écrit un article dans The Times (publié anonymement, comme c'était la coutume à l'époque) soulignant qu'il y avait un grand nombre d'organisations au Royaume-Uni concernées d'une manière ou d'une autre par la nutrition - le ministère de l'Alimentation, le ministère de la Santé, le Medical Research Council, le Cabinet Advisory Board on Food Policy, etc. - mais aucun organisme unique chargé de formuler un plan uniforme pour la nutrition. Ce qu'il fallait, c'est un conseil britannique de la nutrition chargé de superviser la politique alimentaire. La suggestion est tombée dans l'oreille d'un sourd.
Pendant la Seconde Guerre mondiale, John Yudkin a servi dans le Royal Army Medical Corps et est affecté en Sierra Leone. Là-bas, il a étudié une maladie de peau répandue chez les soldats africains locaux et découvre qu'elle n'était pas due à une infection, comme on le croyait, mais à une carence en riboflavine. Il découvrit que l'armée avait conçu un régime alimentaire uniforme pour ses soldats dans les quatre colonies britanniques d'Afrique occidentale (Gambie, Sierra Leone, Gold Coast et Nigeria). Ce régime était, sur le papier, adéquat pour tous les nutriments - y compris la riboflavine, qui était fournie principalement par le millet. Mais il s'est avéré que le millet, bien qu'étant un aliment de base en Gold Coast et au Nigeria, était détesté par les soldats de Sierra Leone, qui n'en mangeaient pas même s'ils avaient faim. Cette expérience a dû faire comprendre à Yudkin l'importance de la coutume et de l'éducation dans le choix des aliments.
En 1945, peu après la fin de la guerre, il est élu à la chaire de physiologie du Queen Elizabeth College à Londres (alors le King's College of Household and Social Science). Au cours des années suivantes, sous sa direction, le collège et l'Université de Londres ont mis en place un diplôme de licence en nutrition (le premier diplôme en nutrition dans une université européenne)[réf. nécessaire]. Les étudiants suivaient une série intégrée de cours comprenant non seulement la chimie, la physique et la biologie, mais aussi des éléments pertinents de démographie, de sociologie, d'économie et de psychologie. Les premiers étudiants ont été admis en 1953, et en 1954, le département de nutrition est officiellement ouvert et la chaire de Yudkin est transformée en chaire de nutrition. Au cours des années suivantes, le département a acquis une réputation internationale, non seulement pour la force de ses recherches sur les aspects physiologiques et biochimiques du sujet, mais aussi pour ses travaux sur des sujets tels que la nutrition chez les personnes âgées, les enquêtes alimentaires sur des populations définies et la psychologie du choix alimentaire, et il a attiré de nombreux étudiants de l'extérieur du Royaume-Uni, dont beaucoup de pays en développement.
Les publications de John Yudkin provenant du département ont montré une ampleur inhabituelle d'intérêts, y compris (en plus de la biochimie) des études supplémentaires sur les enzymes adaptatives,. nutrition et santé publique. maladies de l'abondance,, choix des aliments tant chez l'homme, et chez les animaux de laboratoire. et les aspects historiques de l'alimentation humaine,. Mais ses préoccupations se concentrent de plus en plus sur deux sujets : le traitement du surpoids et les effets néfastes d'une consommation excessive de sucre (saccharose).
La fin du rationnement alimentaire au début des années 1950 a entraîné une augmentation du nombre de personnes souffrant d'obésité, et en 1958, les régimes amaigrissants se sont multipliés, souvent sans fondement scientifique. John Yudkin a montré que chez la plupart des patients, le poids pouvait être bien contrôlé en limitant les glucides alimentaires. This Slimming Business (1958), qui exprimait cette idée dans un langage convivial, s'est avéré populaire : il est réédité en livre de poche en 1962, a atteint sa quatrième édition en 1974, est réapparu sous le titre Lose Weight, Feel Great aux États-Unis, est traduit en néerlandais et en hongrois, et a donné naissance à The Slimmer's Cook Book en 1961 et à The Complete Slimmer en 1964.
L'intérêt de John Yudkin pour le sucre naît indirectement de ses études sur l'augmentation alarmante de l'incidence de la thrombose coronaire dans de nombreux pays au cours de la première moitié du vingtième siècle. Cette augmentation a suscité une grande inquiétude chez les professionnels de la santé et est largement attribuée à une augmentation de la quantité de graisses, ou d'un type particulier de graisses, dans l'alimentation. Dans un article publié en 1957 Yudkin a analysé les régimes alimentaires et la mortalité coronarienne dans différents pays pour l'année 1952, et a également analysé les tendances du régime alimentaire, et les tendances de la mortalité coronarienne, au Royaume-Uni entre 1928 et 1954. La première de ces analyses n'a apporté aucune preuve de l'opinion selon laquelle les graisses totales, les graisses animales ou les graisses hydrogénées étaient la cause directe de la thrombose coronaire ; en fait, la relation la plus étroite entre les décès coronaires et un seul facteur alimentaire était le sucre. La deuxième analyse, celle des tendances historiques au Royaume-Uni, n'a pas trouvé de bonne relation avec un seul facteur alimentaire. Elle suggère plutôt qu'un ou plusieurs changements dans le mode de vie au cours des dernières décennies ont contribué à l'augmentation de l'incidence des décès coronariens. Un changement évident était la réduction de l'exercice physique, et un autre était la modification du régime alimentaire.
Compte tenu de l'augmentation spectaculaire de la consommation de sucre au cours de la première moitié du siècle, John Yudkin commence à soupçonner que l'excès de sucre dans l'alimentation pouvait contribuer non seulement à l'obésité mais aussi aux maladies coronariennes. En étudiant les données historiques de nombreux pays différents, il constate que l'accroissement de la prospérité entraîne une augmentation de la consommation de sucre, en particulier dans les aliments manufacturés, et aussi que la disponibilité immédiate d'aliments manufacturés contenant du sucre, même dans les pays les plus pauvres, peut conduire à les acheter de préférence à des aliments plus nutritifs. En 1964, il écrivait 'Dans les pays les plus riches, il est prouvé que le sucre et les aliments contenant du sucre contribuent à plusieurs maladies, notamment l'obésité, les caries dentaires, le diabète sucré et l'infarctus du myocarde. [crise cardiaque]. En cherchant à savoir si un lien entre la consommation de sucre et la maladie pouvait être mis en évidence chez des patients individuels, lui et ses associés du département de nutrition ont découvert que les patients atteints d'athérosclérose (un précurseur fréquent de la maladie coronarienne) consommaient beaucoup plus de saccharose que les patients témoins,
Un obstacle à l'acceptation de ces idées était la croyance de l'époque selon laquelle le sucre et l'amidon étaient métabolisés de la même manière, de sorte que l'on ne pouvait s'attendre à aucune différence dans leurs effets. John Yudkin et ses associés ont cependant nourri des animaux de laboratoire et des volontaires humains avec des quantités différentes de sucre et d'amidon, et ont constaté des différences majeures entre les deux glucides dans leurs effets métaboliques, Contrairement à son collègue Thomas L. Cleave, Yudkin pensait que le sucre était plus nocif que les céréales raffinées et refusait d'utiliser le terme "glucides raffinés" car il donnait "l'impression que la farine blanche a les mêmes effets néfastes que le sucre". Dès 1967, Yudkin a suggéré que la consommation excessive de sucre pourrait entraîner une perturbation de la sécrétion d'insuline, et que cela pourrait à son tour contribuer à l'athérosclérose et au diabète,

## Pur, blanc et mortel

### Contexte
Le livre Pure, White, and Deadly (1972) de John Yudkin est écrit pour un public de profanes. Son intention était de résumer les preuves que la consommation de sucre entraînait une augmentation considérable de l'incidence de la thrombose coronaire, qu'elle était certainement impliquée dans les caries dentaires, probablement dans l'obésité, le diabète et les maladies du foie, et peut-être dans la goutte, la dyspepsie et certains cancers. Le livre s'appuie sur des études menées par le propre département de John Yudkin et sur d'autres recherches biochimiques et épidémiologiques menées au Royaume-Uni et ailleurs. Pure, White and Deadly" a connu un grand succès. Il est paru sous le titre "Sweet and Dangerous" aux États-Unis et est traduit en finnois, allemand, hongrois, italien, japonais et suédois. Une édition revue et augmentée est publiée en 1986.
Le dernier paragraphe du chapitre 1 commence ainsi : "J'espère que lorsque vous aurez lu ce livre, je vous aurai convaincu que le sucre est vraiment dangereux." Ce message était extrêmement malvenu pour l'industrie sucrière et les fabricants d'aliments transformés. Ces entreprises ont employé un certain nombre de méthodes pour entraver le travail de John Yudkin. Le dernier chapitre de "Pure, White and Deadly" énumère plusieurs exemples de tentatives visant à entraver le financement de ses recherches et à empêcher leur publication. Il fait également référence au langage rancunier et aux diffamations personnelles que Ancel Keys - l'épidémiologiste américain qui avait proposé que les graisses saturées étaient la principale cause des maladies cardiaques - a utilisé pour rejeter les preuves que le sucre était le véritable coupable. Keys écrit, par exemple :

« Il est clair que John Yudkin n'a aucune base théorique ou preuve expérimentale pour soutenir son affirmation d'une influence majeure du saccharose alimentaire dans l'étiologie des maladies coronariennes ; son affirmation que les hommes qui ont des maladies coronariennes sont des mangeurs excessifs de sucre n'est nulle part confirmée mais est réfutée par de nombreuses études supérieures à la sienne en termes de méthodologie et/ou d'ampleur ; et ses "preuves" provenant des statistiques de population et des tendances temporelles ne résisteront pas à l'examen critique le plus élémentaire. Mais la propagande continue de résonner, . »

Les efforts de l'industrie alimentaire pour discréditer les arguments contre le sucre ont été largement couronnés de succès, et au moment de la mort de John Yudkin en 1995, ses avertissements n'étaient, pour la plupart, plus pris au sérieux. Malgré la critique selon laquelle il n'avait "aucune base théorique" pour soutenir ses affirmations. À la suite d'une publication à succès de son livre en Amérique, les directives McGovern pour les objectifs diététiques américains ont recommandé, en 1977, une réduction de la consommation de sucre "de 40 pour cent, " et les directives publiées par les États-Unis en 1980 conseillaient de manière évidente de " ne pas manger trop de sucre. "

### Republication
En 2009, Robert Lustig, endocrinologue pédiatrique de l'Université de Californie à San Francisco, spécialisé dans l'obésité infantile, a réalisé une vidéo intitulée Sugar : The Bitter Truth. Lustig et ses collègues avaient découvert, indépendamment des travaux de Yudkin, que le sucre a de sérieux effets délétères, notamment dans l'étiologie du diabète et de l'obésité. Dans sa vidéo, Lustig fait référence à sa redécouverte et à son admiration pour les recherches de Yudkin. La popularité de la vidéo, qui est vue plusieurs millions de fois, a contribué à un regain d'intérêt pour les recherches de Yudkin. 
Pure, White and Deadly est réédité en 2012, 40 ans après sa première parution, avec une introduction de Lustig[Lequel ?], puis traduit en allemand et en coréen. Des articles sur les travaux de John Yudkin, et sur la manière dont l'industrie alimentaire a dénigré et entravé ses recherches, sont parus dans la presse profane,, et dans des émissions de télévision au Royaume-Uni, en Australie et au Canada. Ses arguments et preuves des dangers du sucre ont fait l'objet de plusieurs articles dans le British Medical Journal du 19 janvier 2013.

## Vie ultérieure
John Yudkin s'est retiré de sa chaire en 1971 et quitte le Collège en 1974. Il continue à écrire des articles de recherche et des livres. Il publie This Nutrition Business en 1976 (traduit ensuite en espagnol), A-Z of Slimming en 1977, Eat Well, Slim Well en 1982, The Penguin Encyclopedia of Nutrition en 1985 (traduit ensuite en français), et The Sensible Person's Guide to Weight Control en 1990. Il a également continué à écrire des articles de vulgarisation dans des magazines non spécialisés, et est désormais connu de tous. S'intéressant à Israël depuis de nombreuses années - peu après sa fondation en 1948, on lui avait demandé de donner son avis sur les problèmes nutritionnels rencontrés par le nouvel État - il continue, pendant sa retraite, à être un gouverneur actif de l'Université hébraïque de Jérusalem. Il commence également à collectionner des livres anciens, en se spécialisant dans la médecine, la nutrition et l'art culinaire ; après sa mort, une grande partie de sa collection est donnée à la Bibliothèque nationale d'Israël, à Jérusalem. Il est décédé à Londres le 12 juillet 1995[réf. nécessaire].

## Ouvrages choisis
Les livres de John Yudkin seul
- John John Yudkin, This Slimming Business, London, MacGibbon and Kee, 1958 (OCLC 1438051)
- (en) John John Yudkin, The Complete Slimmer, London, MacGibbon and Kee, 1964 (OCLC 6577528)
- (en) John John Yudkin, Pure, White and Deadly : Le problème du sucre, Londres, Davis-Poynter, 1972 (ISBN 978-0706700565, OCLC 571307)
- (en) John John Yudkin, This Nutrition Business, Sevenoaks, Teach Yourself Books, 1976 (ISBN 978-0312800550, OCLC 3168592)
- (en) John John Yudkin, A-Z of slimming, London, Davis-Poynter, 1977 (ISBN 978-0706702132, OCLC 3868327)
- (en) John John Yudkin, Mangez bien, maigrissez bien, London, Collins and Davis-Poynter, 1982 (ISBN 978-0002163965, OCLC 16552964)
- (en) John John Yudkin, The Penguin Encyclopaedia of Nutrition, Harmondsworth, Viking, 1985 (ISBN 978-0670801114, OCLC 12096288)
- (en) John John Yudkin, The Sensible Person's Guide to Weight Control, London, Smith-Gordon, 1990 (ISBN 978-1854630438, OCLC 59832913)

Livres écrits ou édités par John Yudkin et d'autres :
- (en) John John Yudkin et G. M. Chappell, The Slimmer's Cookbook, London, MacGibbon and Kee, 1961
- (en) Changing Food Habits, London, MacGibbon and Kee, 1964
- (en) Our Changing Fare : Deux cents ans d'habitudes alimentaires britanniques, Londres, MacGibbon and Kee, 1966
- (en) John John Yudkin, T. C. Barker et D. J. Oddy, Les enquêtes alimentaires du Dr Edward Smith 1862-3, London, Queen Elizabeth College, 1970
- (en) Sugar, London, Butterworths, 1971
- (en) Poisson en Grande-Bretagne, Londres, Queen Elizabeth College, 1971
- (en) Symposium sur l'obésité, Edinburgh, Churchill Livingstone, 1974
- (en) Diet of Man : Needs and Wants, London, Applied Science Publishers, 1978.